# Senzime
Senzime AB är svenskt börsnoterat medicinteknikbolag i Uppsala, som grundades 1999.
Senzime utvecklar patientövervakningssystem, tekniska lösningar som gör det möjligt att följa patienters biokemiska och fysiologiska processer inför, under och efter operation. I detta ingår kontinuerliga mätningar av livskritiska ämnen som glukos och laktat i blod och vävnader samt system för att övervaka patienter som undergår narkos.